# Les Bréandes
Les Bréandes est un lieu-dit français, appartenant à la commune de Perrigny, dans le département de l'Yonne.
Les Bréandes sont composés d'une centaine d'habitations. Les Bréandes sont environnés de champs de blé, de pâtures pour élevage bovin et ovin. En contrebas se trouve le ru de Baulche, affluent de l'Yonne.
Au milieu du XXe siècle, c'était un hameau composé uniquement de quelques fermes. On retrouve le champ lexical de la viticulture dans le nom de ses rues, probablement un témoignage de cette activité aujourd'hui disparue.
La construction progressive de nouvelles habitations fait qu'à partir de 2010, le hameau est presque en continuité avec le village de Perrigny. Il est desservi par un réseau de transport en commun à la ville d'Auxerre, via Perrigny et Saint-Georges-sur-Baulche.